# Privatsphäre
Privatsphäre bezeichnet den nichtöffentlichen Bereich, in dem ein Mensch, unbehelligt von äußeren Einflüssen, sein Recht auf freie Entfaltung der Persönlichkeit wahrnimmt. Das Recht auf Privatsphäre ist als Menschenrecht in allen modernen Demokratien verankert. Dieses Recht kann aufgrund des öffentlichen Interesses an einer Person oder zum Zwecke der Strafverfolgung eingeschränkt werden.

## Schutz der Privatsphäre

### Europarat und Europäische Union
Der Schutz der Privatsphäre ist im Artikel 8 Recht auf Achtung des Privat- und Familienlebens der Europäischen Menschenrechtskonvention (EMRK) von 1950 sowie in Artikel 7 der Grundrechtecharta der EU festgelegt.

### Deutschland
Der Schutz der Privatsphäre ist im deutschen Grundgesetz aus dem allgemeinen Persönlichkeitsrecht (Art. 2 Abs. 1 i. V. m. Art. 1 Abs. 1 GG) abzuleiten. Das besondere Persönlichkeitsrecht dient dem Schutz eines abgeschirmten Bereichs persönlicher Entfaltung. Dem Menschen soll dadurch ein spezifischer Bereich verbleiben, in dem er sich frei und ungezwungen verhalten kann, ohne befürchten zu müssen, dass Dritte von seinem Verhalten Kenntnis erlangen oder ihn sogar beobachten bzw. abhören können. Durch die Unverletzlichkeit der Wohnung (Art. 13 GG) und durch das Post- und Fernmeldegeheimnis (Art. 10 GG) wird der Schutzbereich konkretisiert. Die Ausnahmen hiervon (Abhören von Telefongesprächen und Wohnungen) werden als Lauschangriff bezeichnet und sind ebenfalls gesetzlich geregelt.
Die Privatsphäre kann in die folgenden Bereiche aufgeteilt werden:
1. Der Schutz personenbezogener Daten ist in Deutschland im Landesrecht verankert (nicht im Grundgesetz selbst; siehe Datenschutz)
2. Die Unverletzlichkeit des Post- und Fernmeldegeheimnisses, festgeschrieben in Art. 10 GG, beinhaltet die Sicherheit der Kommunikationsmittel wie Post, Telefon, E-Mail oder andere (siehe auch Vorratsdatenspeicherung)
3. Die Unverletzlichkeit der Wohnung: laut Art. 13 GG dürfen Wohnungsdurchsuchungen nur von Richtern oder bei Gefahr im Verzug von in Gesetzen vorgesehenen anderen Organen angeordnet werden.

### Schweiz
In der Schweiz existiert ein Grundrecht auf Privatsphäre. Die Privatsphäre wird durch generelle Normen Art. 13 der Bundesverfassung (Schutz vor staatlichen Eingriffen) und Art. 28 Zivilgesetzbuch (Schutz vor privaten Übergriffen) sowie durch einige Spezialnormen geschützt. Sie kann nur durch ein überwiegendes öffentliches Interesse und eingeschränkt werden; jedweder Eingriff muss verhältnismäßig sein.

### Vereinigte Staaten von Amerika
Auch in den Vereinigten Staaten von Amerika hat Privatsphäre (Privacy) eine lange Tradition, die sich aus dem 4. Zusatzartikel der Verfassung ableitet. Der Terminus Privacy wurde, 1890 von dem späteren Richter Louis Brandeis und dem Schriftsteller und Rechtsanwalt Samuel D. Warren im Artikel The Right to Privacy im Harvard Law Review (Jahrgang 4, Nr. 5), als the right to be let alone definiert, also als das Recht, in Ruhe gelassen zu werden.
Anders als die EU und zuvor schon Deutschland und andere EU-Staaten, garantieren die USA das Recht nicht allen Menschen, sondern nur ihren Staatsbürgern (→ 4. Zusatzartikel zur Verfassung der Vereinigten Staaten, EU-Grundrechtecharta). Diese Unterscheidung kritisierte der Sonderberichterstatter des Menschenrechtsrates der Vereinten Nationen.

## Für die Privatsphäre relevante Technologien
Neue Technologien haben dazu geführt, dass heute ein Verlust an Privatsphäre durch viele moderne „Errungenschaften“ wie z. B. Mobiltelefone, Bankomatkarten und Kreditkarten zu beklagen ist. Oft ist es kaum möglich, den nahezu omnipräsenten Überwachungstechnologien zu entgehen. In diesem Zusammenhang werden folgende Beispiele genannt:
- Digitale IDs
- Client-Side-Scanning
- Digitales Zentralbankgeld
- Smart City
- Affective Computing
- Beobachtung durch Satelliten
- RFID
  - in Ausweisdokumenten (zum Beispiel Reisepass, Elektronische Gesundheitskarte)
  - im menschlichen Körper als Ausweisdokument
- Bonussysteme
- genetischer Fingerabdruck, Daktyloskopie
- Gesichtserkennung,
- Iris-Erkennung
- Lifescan, Bewegungsprofile
  - durch satellitenbasierte PKW-Maut
  - durch automatische Kfz-Kennzeichenregistrierung (Zeichenerkennungssoftware)
  - durch städtische Gesichtserkennungssysteme (Beispiele: London, Peking)
  - durch Mobiltelefonortung (Sendemasten, GPS, stille SMS, Apps etc.)
- TCG-Chips auf PC-Hauptplatinen (ehemals TCPA)
- Internetüberwachung
  - E-Mail-Überwachung
  - Analyse sozialer Netzwerke
  - Vorratsdatenspeicherung der Verbindungsdaten bei Providern
  - Cookies
  - durch Webcams
  - Ortung von WLANs und IP-Adressen
  - Verbindungen zu Drittseiten (Analyse, Soziale Netzwerke, Werbung etc.)
  - Browserprofile (Canvas Fingerprinting)
  - MAC Adressen („Seriennummer“ der Netzwerkkarte)

Viele Internetdienste und Technologien konvergieren, wobei die vergleichsweise strikten europäischen Standards oft durch ausländische Firmen umgangen werden. Beispielsweise erlauben es viele Nutzer von sozialen Netzwerken wie Facebook, ihr E-Mail-Konto oder IPhone zu durchsuchen, um Freunde und Bekannte automatisch zu finden. Käufe bei Amazon können automatisch dem Facebook-Freundeskreis empfohlen werden. Software erlaubt es inzwischen, Handy-Fotos automatisch mit Profilen aus sozialen Netzwerken zu verknüpfen. Für den Zugang zu sehr vielen Bereichen, auch zu behördlichen Diensten wie der Bundesagentur für Arbeit, wird eine E-Mail-Adresse benötigt.
Internetdienstleister gehen zunehmend dazu über, persönliche Daten von Benutzern mit solchen zu verknüpfen, die diese nicht selber eingegeben haben. Dabei helfen erhebliche theoretische und technische Fortschritte in dem Bereich des Data-Mining, die in den letzten Jahren gemacht wurden. Beispielsweise wurde berichtet, dass das Online-Versandhaus Amazon in Deutschland die Bestellung eines Mannes stornierte, weil für den Freund von dessen volljähriger, nicht mehr bei den Eltern lebender Tochter ein Zahlungsrückstand gespeichert war. Die Legalität derartiger Datenverknüpfungen ist rechtlich bisher nur unzureichend geregelt.
Wolfgang Sofsky schreibt, dass nicht nur viele Unternehmen das Idealbild des gläsernen Bürgers haben, sondern auch der Staat. Der Verdacht des Staates gegen seine Bürger sei nie und nimmer auszuräumen. Für den Sicherheitsapparat sei die Offene Gesellschaft eine Ansammlung finsterer Gestalten, jedes Gehirn eine Quelle schwarzer Gedanken. Anonyme Daten über Geburtenrate, Freizeitverhalten oder Verkehrsaufkommen erscheinen harmlos, können aber jederzeit kombiniert und einem Individuum zugeordnet werden. Die Vernetzung der Daten ist nicht auf dieses beschränkt – der Staat wolle die sozialen Netzwerke erfassen, er wolle wissen welche Verbindungen zwischen den Gruppen, Gemeinschaften, Sekten und Zellen bestehen.

## In Film und Literatur
- 1984, Roman von George Orwell
- 1984, auf gleichnamigen Roman basierender Film
- Gattaca
- Das Netz
- Der Staatsfeind Nr. 1
- Das Monster, Film von Roberto Benigni
- Little Brother
- Wahnsinnig verliebt
- Schöne neue Welt, Roman von Aldous Huxley
- Traveler
- Die Truman Show
- Person of Interest (TV-Serie)
- Der Circle (Roman)
- The Circle (2017), auf gleichnamigen Roman basierender Film

## Geschichte der Privatsphäre

### Mittelalter
Im Mittelalter konnten sich nur wenige Adelige und reiche Bürger ein privates Leben erlauben, in das niemand Einblick hatte (siehe auch Kemenate). Die meisten mussten sich ein Schlafzimmer, eine Küche und ein Wohnzimmer miteinander teilen. In den Bauernhöfen lebten und schliefen die Leute manchmal mit dem Vieh unter einem Dach; es kam vor, dass die Knechte und Mägde im Stall schliefen.
Eine besondere Privatsphäre hatten die Mönche, wenn sie sich in ihrer Freizeit etwas zurückziehen konnten. Allerdings war der Rückzug ins Kloster meist religiös bedingt, wobei unter diesen Bedingungen mit dem Begriff „privat“ meist etwas anderes als heutzutage verstanden wurde. Als technischen Katalysator der Entwicklung sehen Kulturhistoriker die Entwicklung des Schornsteins, der es ermöglichte, mehrere Räume gleichzeitig zu beheizen und Rückzugsräume für einzelne Personen innerhalb des Hauses zu schaffen.

### Seit 2001

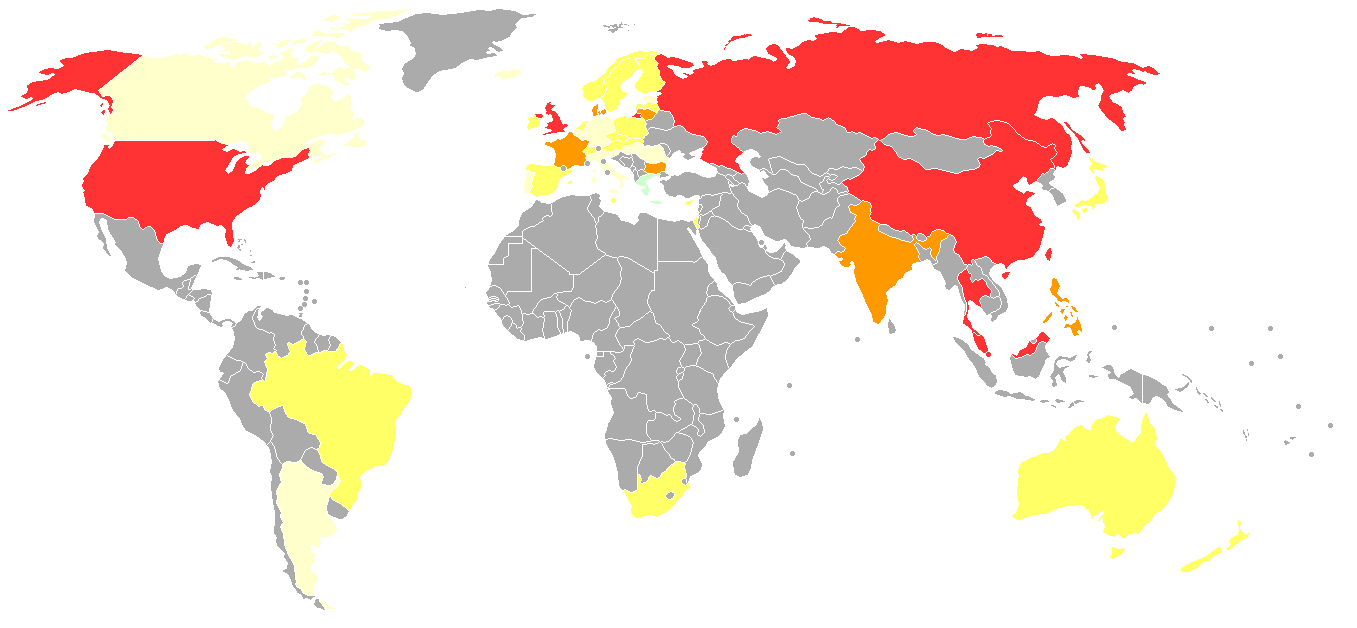
Vergleich einiger Staaten im „privacy ranking 2007“ der Organisation Privacy International.
Ein Jahr zuvor stand Deutschland noch an der Spitze.
Konsistente Hochhaltung der Menschenrechte
Signifikanter Schutz und Sicherungsmaßnahmen
Adäquate Sicherungsmaßnahmen gegen Missbrauch
Einige Sicherungsmaßnahmen, aber geschwächter Schutz
Systematisches Versagen, die Sicherungsmaßnahmen aufrechtzuerhalten
Verbreitete Überwachungsgesellschaften
Endemische Überwachungsgesellschaften

Seit den Terroranschlägen vom 11. September 2001 in den USA und weiteren Anschlägen in der Folge sowie durch neue Überwachungstechnologien werden, etwa von den Datenschutzbeauftragten, aber auch von Bürgerinitiativen, vermehrte Tendenzen des Eindringens in die Privatsphäre beklagt. RFID, Lauschangriff, Videoüberwachung, Gendatenbank oder Biometrie, wie sie von Politikern forciert werden, stellen für Befürworter Garanten der inneren Sicherheit und öffentlichen Ordnung dar, da sie Schutz gegen Terrorismus bieten würden. Für Gegner erinnern sie eher an Dystopien, also negative Utopien, wie sie in der Literatur etwa George Orwell oder Aldous Huxley, und später die Autoren des Cyberpunk-Genres, als Schreckensbilder entwarfen.
Aber auch Wirtschaft und Werbung stellen mit Scoring- (Schufa), Marktforschungs-Maßnahmen und Konsumenten-Profiling für Kritiker eine zunehmende Bedrohung von Privatsphäre dar. Adressenhandel, Spam oder Phishing konstituieren einen neuen Graubereich zwischen legalen Belästigungen und betrügerischer Kriminalität. Einige Cracker vermögen über das Internet in staatliche und Unternehmens-Datenbanken oder private Computer einzudringen und erhalten so teils Einblick in intimste Daten.
Facebook-Chef Mark Zuckerberg sagte 2010 zunächst, Privatsphäre sei „nicht länger eine soziale Norm“. Nach dem Datenskandal um die Analysefirma Cambridge Analytica verkündete Zuckerberg jedoch eine „Privatsphäre-fokussierte Vision für soziale Netzwerke“.
In seinem Buch über den Great Reset prognostiziert Klaus Schwab eine Zukunft, in der der Mensch durch eine Kombination von KI, Internet der Dinge und Wearable Computing gesundheitlich überwacht und die Grenze zwischen öffentlichen und persönlich gestalteten Gesundheitssystemen verwischt wird.